# جيمي نايلور
جيمي نايلور (بالإنجليزية: Jimmy Naylor)‏ (2 مارس 1901 في المملكة المتحدة - 1983) هو لاعب كرة قدم بريطاني (وحمل سابقاً جنسية المملكة المتحدة لبريطانيا العظمى وأيرلندا) في مركز الدفاع. لعب مع أولدهام أثلتيك وماكليسفيلد تاون ومانشستر سيتي ونيوكاسل يونايتد وهدرسفيلد تاون.